# Várkői Ferenc
Várkői Ferenc (Csongrád, 1916. január 27. – Pécs, 1987. november 12.) olimpiai bronzérmes magyar tornász, testnevelőtanár.

## Életpályája
1941-ben a Testnevelési Főiskolán szerzett testnevelőtanári oklevelet, majd 1941-től 1955-ig a Pécsi Bányász igazolt tornásza volt. Az 1948. évi nyári olimpiai játékokon bronzérmes magyar csapat, majd 1954-ben a világbajnoki hetedik helyezett magyar csapat tagja volt.

### Sikerei, díjai
- Olimpiai játékok:
  - bronzérmes: 1948